# Nicole Cookeová
Nicole Cookeová, MBE (* 13. dubna 1983 Swansea, Wales) je britská profesionální cyklistka, která závodí v současnosti za ženský profi tým Team Halfords Bikehut. Je aktuální olympijskou vítězkou z Letních olympijských her 2008 v ženském silničním závodě s hromadným startem. V této sportovní disciplíně se jedná o mnohonásobnou mistryni Velké Británie a vítězku Her Britského společenství z roku 2002. V časovce jednotlivkyň pak na LOH 2008 skončila na 11. místě.

## Giro d'Italia Femminile 2002
Jedná se také o vítězku etapového závodu Giro d'Italia Femminile pro rok 2002.

## LOH 2004
Na LOH 2004 v Aténách v cyklistickém silničním v závodě s hromadným startem skončila na 5. místě, v časovce byla na 19. místě.